# Karl-Erik Häggblad
Karl-Erik Häggblad, född 11 maj 1924 i Gideå i Ångermanland, död 30 oktober 2003 i Kista, var en svensk målare, grafiker och skulptör.

## Biografi
Karl-Erik Häggblad studerade vid Otte Skölds målarskola och vid Kungliga Konsthögskolan 1951-1955. Han debuterade 1959 med en separat utställning på Färg och Form som följdes av en separatutställning på Gummesons konsthall 1962 i Stockholm och genomförde därefter ett flertal utställningar bland annat på Västerås konstmuseum och Sundsvalls museum. På Norrköpings konstmuseum visade han tillsammans med Albert Johansson, Oscar Reutersvärd och Gösta Werner Fyra reflexioner 1961. Tillsammans med Kerstin Abram-Nilsson, Alf Olsson, och Philip von Schantz genomförde han utställningen Grafisk kvartett på Lorensbergs konstsalong 1959. Han visade en retrospektiv utställning på Waldemarsudde 1980 och han ställde han ut på Konstakademien 2002 samt en minnesutställning med hans konst visades på Rådhuset i Örnsköldsvik 2003. Bland hans offentliga arbeten märks utsmyckningar för sjukhusen i Huddinge, Sundsvall och S:t Göran samt Centralskolan i Vilhelmina och i Gideå kyrka. 
Hans konst besår av måleri och grafik samt skulpturer där han har använt en teknik med svetsgravyr. Han ägnade sig mycket åt att återge forsande vatten, först i realistiska närstudier, senare i olika experimenterande tekniker, till exempel i svetsgravyrer som skapar illusion av vattendroppar. Hans svetsgravyrer vann internationell uppmärksamhet. Han är också vida känd för sin ”superkub”.
Karl-Erik Häggblad startade tillsammans med Willem De Geer och Bengt Hegethorn gruppen Sensualisterna. Han var medlem i IX-gruppen, en sammanslutning av grafiker som var verksam 1964–2000. Som medlem i gruppen IX - nio grafiker medverkade han tillsammans med  Gösta Gierow, Bengt Landin, Lars Lindeberg, Göran Nilsson, Alf Olsson, Philip von Schantz, Nils G. Stenqvist och Pär Gunnar Thelander i en utställning på Amos Andersons konstmuseum i Finland 1976 en senare utställning med samma grupp visades på Nationalmuseum 1989.
Verk av honom finns på Nationalmuseum och Moderna Museet i Stockholm, Göteborgs konstmuseum, Skissernas museum i Lund, Länsmuseet Gävleborg, Smålands museum, Västerås konstmuseum, Norrköpings konstmuseum, Örebro läns museum, Borås konstmuseum, Helsingborgs museum och Östersunds museum, Kalmar Konstmuseum samt Institut Tessin i Paris och i Bryssel.